# 魯塞尼亞

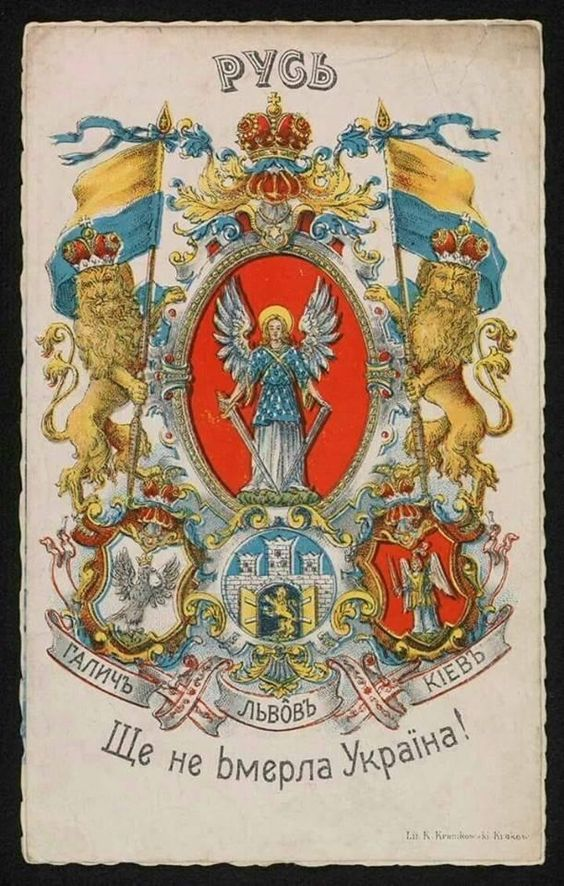
波蘭畫家卡耶坦·薩柳什·沃爾斯基 於1907年製作的明信片封面，描繪了魯塞尼亞的國家型象徵：
1. 米迦勒，基輔和聶伯烏克蘭的主保聖人。
2. 魯塞尼亞之獅，烏克蘭西部的象徵物。
3. 藍黃旗幟，是1848年革命之後開始採用的國體型色調。
4. 哈利奇、利沃夫和基輔的紋章。
5. 格言: 「烏克蘭仍在人間！」

魯塞尼亞（拉丁語：Ruthenia，羅馬化：Ruteniya 或 ，Rus'，羅馬化：Ruteniya 或 ，Rus，羅馬化：Rutieniya 或 ，Rus'），又作羅塞尼亞，是一個外來語稱謂：最初在中世紀拉丁語中用于指代基輔羅斯和加利西亞-沃里尼亞王國，在這些國度消失之後，就轉為指代立陶宛大公国和波蘭王國裡的東斯拉夫人及東正教地區，對應現代的烏克蘭和白俄羅斯。
在近代早期之後， 魯塞尼亞Ruthenia這個說法，開始被主要和魯塞尼亞省及哥薩克酋長國相提並論。 博格丹·赫梅利尼茨基於1649年2月曾向代表波蘭立陶宛聯邦的亞當·基塞爾（Adam Kisiel）宣告，他本人（頭銜）是「魯塞尼亞邦」的統治者。當時談判曾提出用「魯塞尼亞大公國」這個形式，讓哥薩克酋長國以平等地位、再加盟回到波蘭立陶宛聯邦內。
而加利西亚和洛多梅里亚王国（1772–1918）的烏克蘭人（魯塞尼亞人）所定居的土地， 對應烏克蘭西部的一部分，被奧地利官方也稱之為魯塞尼亞。 在現代，基於烏克蘭的身份認同在大部分原魯塞尼亞地區處於主導地位，這個稱謂就被主要指代介於中部和東部歐洲之間屬於卢森尼亚人所定居的領土，即烏克蘭、波蘭和斯洛伐克境內位處喀爾巴阡山沿山腳帶的地區。

## 中世紀早期

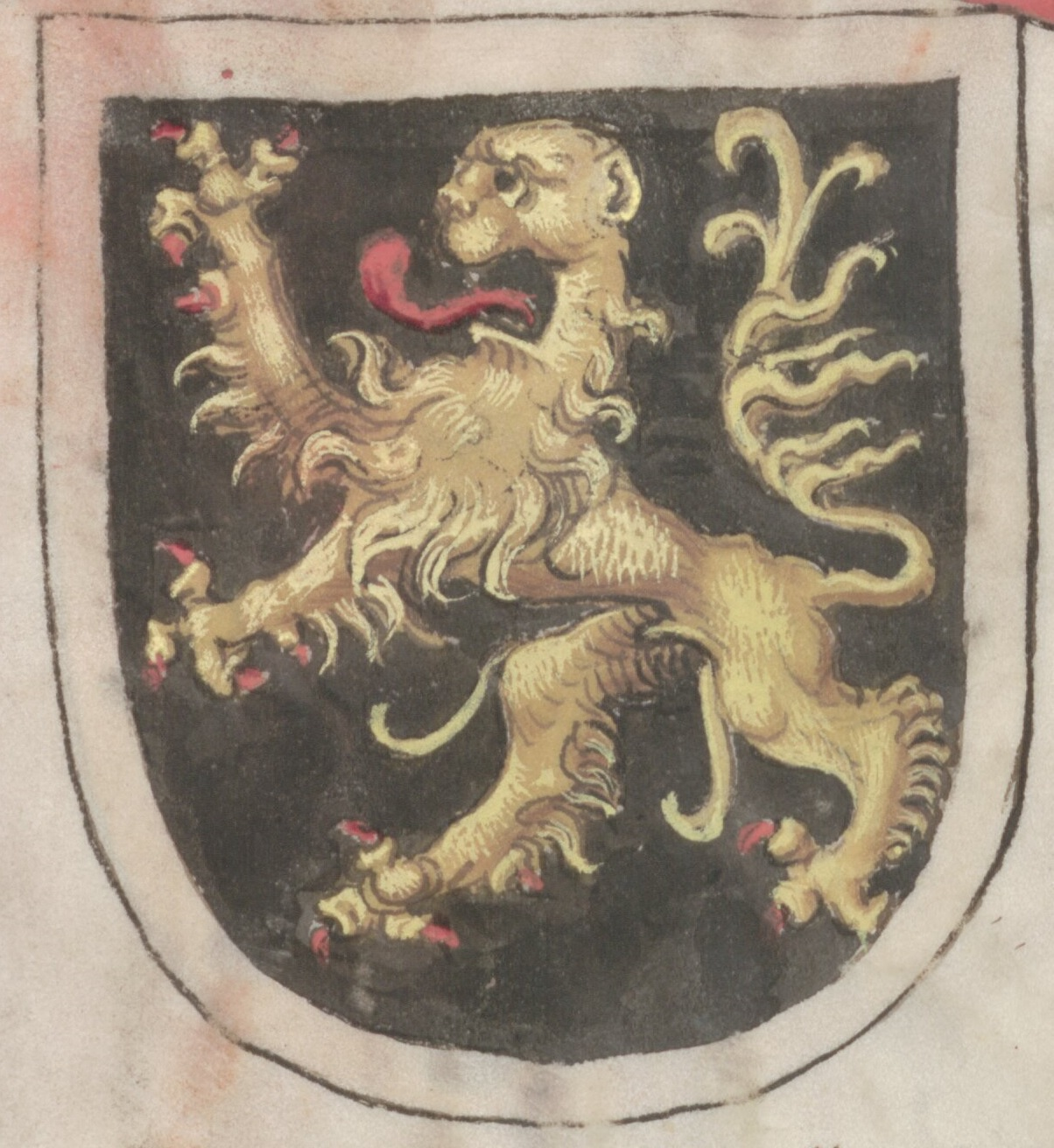
魯塞尼亞獅，在15世紀的康士坦斯大公會議期間，開始用作代表魯塞尼亞的紋章。

追溯11世紀時歐洲的手稿裡是使用魯塞尼亞“Ruthenia”去描述基輔羅斯，即古羅斯人“Rus”（通稱Kievan Rus'）所佔據的一個廣袤地域。這個形制也曾用於指稱綠根島的斯拉夫人或波羅的海的其他斯拉夫人，後者在12世紀史冊文筆的描繪裡，是暴戾海盜兼異教徒的形象——儘管在10世紀時基輔羅斯已接受基督教： 古羅斯王公弗谢沃洛德一世的女兒，葉芙普克菈西婭Eupraxia of Kiev，1089年嫁給了神聖羅馬帝國的君主亨利四世。在13世紀所開始、蒙古人極具破壞力地佔據魯塞尼亞主要地區後， 魯塞尼亞西部諸公國則被併入了立陶宛大公国，在此後整個政體就被稱之作立陶宛及魯塞尼亞大公國the Grand Duchy of Lithuania and Ruthenia。波蘭王國也在其兼併加利西亞後取得了魯塞尼亞國王的頭銜。以上的頭銜在波蘭立陶宛聯邦建立後被合為一同。而魯塞尼亞的一小部分（喀爾巴阡魯塞尼亞，主要是現代烏克蘭外喀爾巴阡州的一部分），在11世紀時是變成匈牙利王國轄屬的部分。匈牙利的歷任君主都一直使用「加利西亞及洛多梅里亞國王」的頭銜，直到1918年。

## 中世紀後期
在到了15世紀的時候莫斯科公國（或稱莫斯科維爾Muscovy, Moscovian Rus）是在相當範圍的古魯塞尼亞領土上，建立起它自己的權威統治，然後就為爭奪剩餘的魯塞尼亞領土而開始與立陶宛交戰。1547年時莫斯科公國是將君主頭銜改成了莫斯科大元首及全羅斯的沙皇The Great Principat of Moscow and Tsardom of the Whole Rus，聲索在「全羅斯」擁有主權 — 其行為並未被它的鄰國波蘭認可。莫斯科公國內人口屬於東正教信仰，而其後來是更喜好用希臘語翻譯體Rossia（Ῥωσία）而不是拉丁語的魯塞尼亞Ruthenia。
14世紀時包括加利西亞-沃里尼亞和基輔諸公國的古羅斯領土，是成為了立陶宛大公国的一部分，而立陶宛就在1384年與天主教波兰相結盟，由此是成為1569年的聯邦共同體。由於聯邦是通用拉丁字母而非西里爾字母，原羅斯地方（在聯邦內）就常是用拉丁名稱魯塞尼亞“Ruthenia”所指代。以拉丁語、英語和其他語言的拼寫形式，在這段時期裡也是常用的。
同一時期裡在加利西亞－沃里尼亞，是建立起鲁塞尼亚省而一直存續到18世紀。
這些南部的領土包括有：
- 加利西亞－沃里尼亞或稱之做加利西亞－沃里尼亞王國（羅馬化：Halych-Volyn or ，Halytsko-Volynske korolivstvo; 波蘭語： / ）
- 加利西亚（羅馬化：Halych or ，Halytsko-Volynska Rus）
- 白魯塞尼亞，現代白俄羅斯的東部部分（羅馬化：Belaia Rus）
- 黑魯塞尼亞，現代白俄羅斯西部一部分（羅馬化：Chornaia Rus 波蘭語：）
- 紅魯塞尼亞，現代乌克兰西部及波蘭東南部（羅馬化：Chervona Rus）
- 喀爾巴阡魯塞尼亞（羅馬化：Karpatska Rus，直译：「Subcarpathian Ruthenia」）

俄羅斯沙皇國的正式稱謂是Velikoye Knyazhestvo Moskovskoye (Великое Княжество Московское），直到1547年前是稱作莫斯科大公國，儘管伊凡三世（1440–1505, 統治時期 1462–1505） 更早時候是創造出「全羅斯的大沙皇」這一頭銜。

## 現代時期

### 烏克蘭
在古羅斯諸土上，Rus/Russia詞型的使用是存續較長時間，此間其被烏克蘭人用作指稱烏克蘭。當哈布斯堡君國在1772年時將屬於附庸國的加利西亞-洛多梅里亞轉變為一個省份時，哈布斯堡官吏們才發覺當地東斯拉夫人間有顯著差異：波蘭人和俄羅斯人是互不一樣，同時也自稱自身為Rus。直到1918年帝國解體前是確實如此。
由1880年代直到20世紀的頭十年，民族称呼Ukrainian 的普及度是擴大起來，而Ukraine這個詞型就成為了帝國內烏克蘭人對Malaya Rus' 的替代稱呼。過了一段時間後，Rus這個詞型收窄其意思範圍、限定指代了現代烏克蘭的西部地區（加利西亞/加利奇, 喀爾巴阡魯塞尼亞），這片地域當時候正處於烏克蘭國族主義與加利西亞俄羅斯主義Galician Russophilia的交鋒之中。到了20世紀早期，Ukraine這個指稱是在這些領土上極大程度取代了Malorussia的使用，而到1920年代中期時，在北美地區的烏克蘭人流散社羣也同樣地轉變如此。
在波蘭（以及捷克斯洛伐克）的羅斯人口，則都是用以Rusyn（魯塞尼亞人）作為正式的自我身份認同。直到1939年的時候，對於其他許多魯塞尼亞人和波蘭人來說，Ukrainiec（烏克蘭人）這個單詞是意指有參與或友善對待國族主義運動的個人。

### 現代的魯塞尼亞

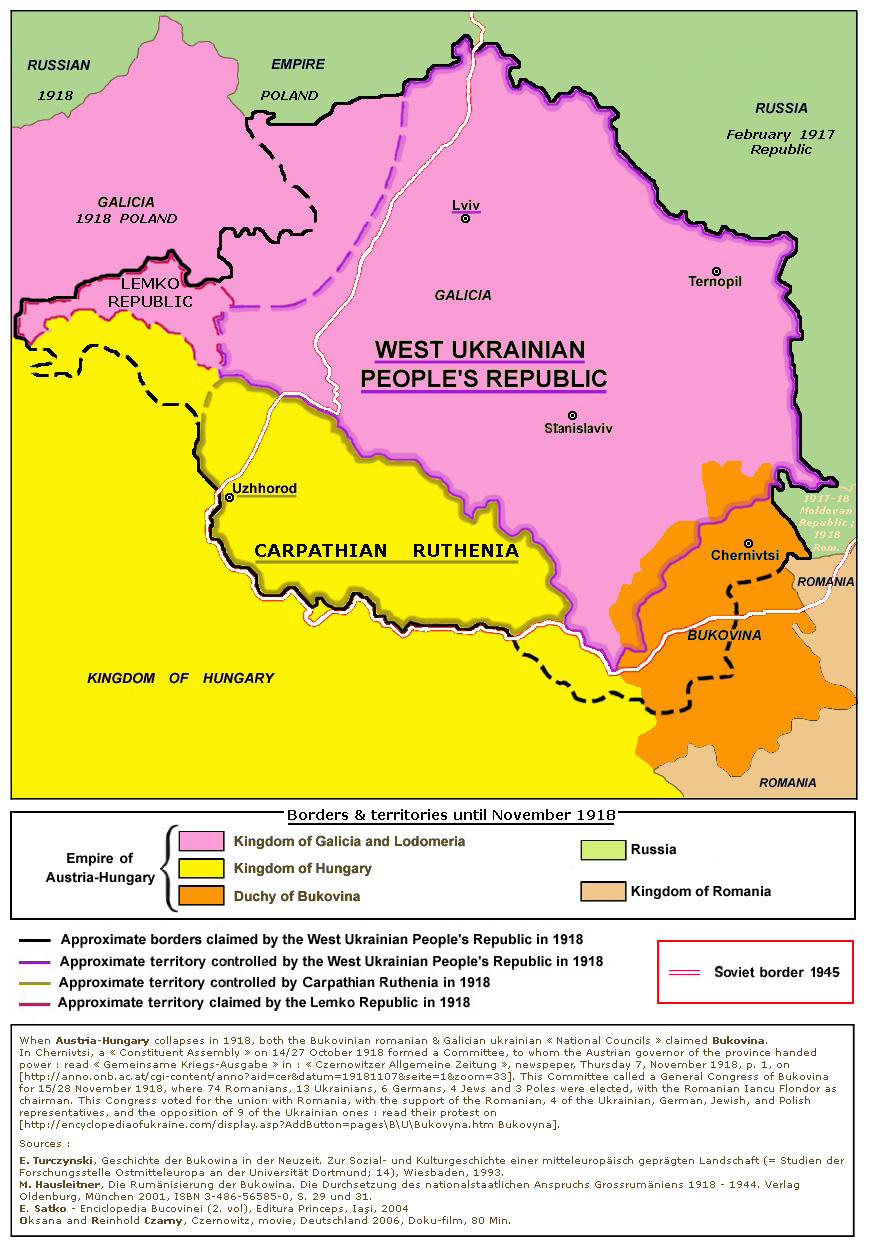
1918年顯示了由喀爾巴阡魯塞尼亞，蘭克共和國及西烏克蘭人民共和國宣稱屬於並掌控地區的地圖。

1938～39年的喀爾巴阡魯塞尼亞自治區域與喀爾巴阡烏克蘭。

1918年之後，魯塞尼亞這個名稱縮窄成指代匈牙利王國內喀爾巴阡山地的南部地區，那裡也稱之為喀爾巴阡魯塞尼亞（羅馬化：karpatska Rus, 包括了穆卡切沃、烏日霍羅德與普雷绍夫諸城鎮），是東斯拉夫高地人之一族的喀爾巴阡魯塞尼亞人Carpatho-Ruthenians所聚居的位置。當加利奇魯塞尼亞人認為自己的身份是烏克蘭人時，喀爾巴阡魯塞尼亞人成為了最後一群保留使用古老而具歷史稱謂的東斯拉夫人（Ruthen是斯拉夫語rusyn的拉丁語形制）。如今，盧森尼亞Rusyn這個指稱被用於描述魯塞尼亞人的種族性質和語言，認同這種身份的人並沒有很強趨向去接受烏克蘭國族的身份認同。
喀爾巴阡魯塞尼亞（匈牙利語：Kárpátalja）是於公元1000年時成為新建立匈牙利王國的一部分。在1919年5月，其以喀爾巴阡山下羅斯Subcarpathian Rus' 的形式，在名義具自治權力之下加入了過渡性的捷克斯洛伐克國家。由那時之後，魯塞尼亞人就被分離成三種政治運動取態：俄羅斯主義者Russophiles,  他們是視魯塞尼亞人作俄羅斯民族的一部分；烏克蘭主義者Ukrainophiles，與他們在喀爾巴阡山外的加利奇異地同道一樣，認為魯塞尼亞人屬於烏克蘭民族的一部分；魯塞尼亞主義者Ruthenophiles, 他們是宣稱喀爾巴阡魯塞尼亞屬於一個分立開來的民族，同時也有意向發展出一種本土盧森尼亞的語言和文化。
當1938年法國和西班牙的報章被德國納粹政府認定是「製造麻煩」時，在德國報章那有多次呼籲要建立一個更廣袤烏克蘭的獨立建政，這裡涵蓋範圍涉及到魯塞尼亞，匈牙利的一部分，包括利沃夫在內的波蘭東南部，克里米亞，以及包括基輔和哈爾科夫的烏克蘭。
在1939年3月15日，喀爾巴阡魯塞尼亞的烏克蘭主義者總統奧古斯丁·沃洛申，宣佈當地獨立建國為喀爾巴阡烏克蘭，而皇家匈牙利軍的正規部隊在同一天就佔據和控制了這片地區。1944年時蘇聯陸軍也佔領了這裡的領土，然後的1945年該地就被強行併入了乌克兰苏维埃。被劃入苏联的盧森尼亞人未有獲得當局認證為一個種族群體，因為蘇聯政府認為他們的身份是屬於烏克蘭人。
到現代，烏克蘭政府及一些現代烏克蘭政治人物宣稱盧塞尼亞人是烏克蘭民族的一部分。位於乌克兰外喀爾巴阡州的一些人口成員是認同自身為盧森尼亞人（魯塞尼亞人），同時候他們還是屬於烏克蘭民族身份的成員之一。
二戰後有個盧森尼亞人的少數族羣留存在了捷克斯洛伐克東部（現代的斯洛伐克），根據一些駁斥，這裡的魯塞尼亞人是極快地斯洛伐克化。魯塞尼亞的書寫語文於1995年是獲得了標準化。

## 釕的命名
波罗的海德裔自然學家兼化學家卡爾·恩斯特·克勞斯，在1844年時從於烏拉爾山尋獲的鉑礦石裡分離出釕元素，並將之命名為Ruthenia，該稱是意指拉丁語名稱的俄羅斯。

## 備註
1. ↑  當時可能與Russia、Ruscia、Roxolania等用法的含義一致。

## 外部連結
- . . New York: Robert Appleton Company. 1913.
- "Ruthenia - Spearhead Toward the West", by Senator Charles J. Hokky, Former Member ot the Czechoslovakian Parliament (Book representing a Hungarian nationalist position）